# 板葉雀屏珊瑚
板葉雀屏珊瑚（学名：Pavona decussata）又名十字牡丹珊瑚，为蓮珊瑚科/菌珊瑚科 雀屏珊瑚屬/牡丹珊瑚属下的一个种。